# Thomas Settle (Politiker, 1865)

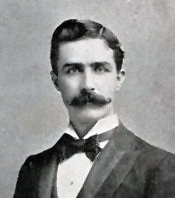
Thomas Settle

Thomas Settle (* 10. März 1865 in Wentworth, Rockingham County, North Carolina; † 20. Januar 1919 in Asheville, North Carolina) war ein US-amerikanischer Politiker. Zwischen 1893 und 1897 vertrat er den Bundesstaat North Carolina im US-Repräsentantenhaus.

## Werdegang
Thomas Settle entstammte einer bekannten Politikerfamilie. Sein gleichnamiger Vater war Richter und Lokalpolitiker in North Carolina; sein Großvater Thomas Settle (1789–1857) war ebenfalls Kongressabgeordneter. Er besuchte die öffentlichen Schulen seiner Heimat und danach die Georgetown University in Washington, D.C. Nach einem anschließenden Jurastudium in Greensboro und seiner 1885 erfolgten Zulassung als Rechtsanwalt begann er in Wentworth in diesem Beruf zu arbeiten. Zwischen 1886 und 1894 war er Staatsanwalt im neunten Gerichtsbezirk seines Staates.
Politisch war Settle Mitglied der Republikanischen Partei. Bei den Kongresswahlen des Jahres 1892 wurde er im fünften Wahlbezirk von North Carolina in das US-Repräsentantenhaus in Washington, D.C. gewählt, wo er am 4. März 1893 die Nachfolge von Archibald Hunter Arrington Williams antrat. Nach einer Wiederwahl konnte er bis zum 3. März 1897 zwei Legislaturperioden im Kongress absolvieren. Ab 1895 war er Vorsitzender des Ausschusses zur Kontrolle der Ausgaben für öffentliche Gebäude. Im Jahr 1896 unterlag er dem Demokraten William Walton Kitchin.
Nach seinem Ausscheiden aus dem US-Repräsentantenhaus praktizierte Thomas Settle als Anwalt in Asheville. In den Jahren 1909 und 1910 war er Staatsanwalt beim Zollgericht in New York City. 1912 kandidierte Settle für das Amt des Gouverneurs von North Carolina, belegte aber mit 17,8 Prozent der Stimmen nur den dritten Platz hinter dem siegreichen Demokraten Locke Craig und Iredell Meares von der Progressiven Partei. Er starb am 20. Januar 1919 in Asheville und wurde in Wilmington beigesetzt.